# پارک فلمینگ
پارک فلمینگ (Fleming Park) نام یک پارک شهری در کانزاس سیتی بزرگ است.
این پارک حاوی دو دریاچه به نامهای دریاچه بلو اسپرینگز و دریاچه جاکومو است.